# دی‌فلوئورواستیلن
دی‌فلوئورواستیلن (به انگلیسی: Difluoroacetylene) یک ترکیب شیمیایی با شناسه پاب‌کم ۱۳۶۴۹۱ است. 